# Нова Басань
Нова́ Баса́нь — село в Україні, у Новобасанській сільській громаді Ніжинського району Чернігівській області. Центр територіальної громади.

## Географія
Село розташоване в південній частині Ніжинського району. Межує з територіями Бригинцівської, Новобиківської та Соколівської сільських рад. Південна частина території Новобасанської сільської ради межує з Броварським районом Київської області.
Відстань до райцентру автошляхами — 76 км, до обл. центру — 130 км. Також 28 км до зал. ст. Бобровиця. Через Нову Басань проходить автодорога «Київ-Суми».
Село на берегах річки Недри, притоки Трубежу. Річка бере початок з боліт у лісі біля Озерян. Живлять річку джерела, що б'ють із надр землі. Проте назва, вочевидь, литовського походження.
Голова сільської ради : Дяченко Микола Іванович.

## Історія

### Початки
Вважається, що село виникло десь у середині XV ст.
У 17 ст. Нова Басань згадується вже як прикордонна фортеця Речі Посполитої для захисту з боку Московії та Кримського ханства. За переказами, місцеві козаки, жителі Старої Басані на чолі з отаманом Яковом Зубцем за 18 км на південний схід від села спорудили в лісі земляну фортецю (засік) і вартову вежу.
Укріплення отримало назву Зубцовське містечко. Біля нього виникли хутори: Грузька (серед болотистої місцевості), Лисківка (тут живе багато мешканців, які мають прізвище Лиска), Сапонівка (від прізвища Сапон), Поліновка (від прізвища Поліно). З часом хутори злилися з укріпленням і  утворилося село, яке отримало назву Нова Басань, бо заселено переважно вихідцями зі Старої Басані. 
У 1482, 1494 і 1497 роках Нова Басань як і регіон у цілому ймовірно піддавалася спустошливим набігам степовиків-ординців.
У XVI столітті населений пункт поступово відродився. «Землю, що залишилася пусткою, довго ніхто не хотів брати ні за службу, ні в вислугу. Нарешті, в 1503 р. великий князь Олександр грамотою, даною на ім'я київського воєводи, князя Дмитра Путятича, пожалував всю північну половину Переяславського повіту, що лежала по Трубежу і Супою, у сфері якості вислуги, дворянину своєму Дашку Івановичу, якого син, відомий своїми подвигами черкаський і канівський староста Остафій Дашкович, міцну організацію формував тоді з козацтва створив надійну опору для відбиття татарських набігів і дав швидкий хід нової колонізації південних частин Київщини, а разом і власних переяславських „вислуг“, у яких „на ґрунтах басанському і биковському“ незабаром постало 2 містечка: Басань і Биков і 9 сіл». Жителі займалися переважно землеробством — вирощували жито, ячмінь, просо. У лісах вони збирали мед, полювали на буйволів, диких кабанів та інших звірів. На річці полювали на диких качок і гусей, займались рибальством — тут було «до неймовірності велика кількість всякого роду риби».
Після Люблінської унії 1569 р. Нова Басань у складі Остерського староства відійшла до Польщі. Населення несло прикордонну службу, платило грошову й натуральну ренту. За люстрацією 1635 р. у Новій Басані налічувалося 60 господарств.
У 1638 р. Нова Басань стала повітовим містом Чернігівського воєводства. Новобасанські козаки взяли участь у селянсько-козацькому повстанні під керівництвом Я. Острянина і Д. Гуні. Багато загинуло в боях зі шляхтою під Голтвою і Жовнином.
З 1648 р. Нова Басань — сотенне містечко та центр Басанської сотні Переяславського полку. У період визвольної війни українського народу 1648—1657 рр. новобасанці билися проти польських магнатів і шляхти. У 1654 р. населення присягнуло на вірність Московському цареві.
Жителі Нової Басані ділилися на козаків, які несли військову службу, посполитих, підсусідків, бурлак. Селян, згідно з московським переписом 1666, у містечку було 80 дворів, козаків -?. Налічувалося також 8 підсусідків і 27 бобилів. З літопису Граб'янки дізнаємось: 
| Навесні цього року з Москви по всій Україні розіслали спищиків і ті спищики усіх людей у містах та селах переписали. Записали кожного — від художника до найбіднішого, записали скільки у кого синів, хто чим займається, чим промишляє, де торгує, яку землю, заводі та угіддя має. Переписали млини, ставки, винниці, броварні, солодовні, пасіки, хутори. І на все те подать наклали. |
Селяни платили податі на утримання генеральної та полкової козацької старшини, церкви. Та найтяжчі податки встановили воєводи московські. Ці податі становили 5 алтин з вола, 2 алтин з коня. Ті, у кого не було волів і коней, платили осьмачку жита, а підсусідки і бобилі — по пів осьмачки.
Восени 1666 року козаки збунтувалися супроти присланих воєвод, з причин їхніх здирств великих та напастей і перепису.
На початку XVIII століття священником Басанської Різдвобогородицької церкви, а згодом протопопом, був Григорій Тимофійович Туманський (? — 1772), представник відомого козацького роду Туманських, батько Осипа Григорович Туманського, уродженця Нової Басані.
1724-1725 рр. басанським сотником ніс службу представник іншого відомого козацького роду Михайло Васильович Забіла, онук по матері басанського сотника Карпа Ященко.
Згідно з Генеральним слідством Переяславського полку 1730 року містечко Басань (229 дворів разом із хуторами) належало в диспозиціи гетманской, було вільним і ніколи не було в чийомусь володінні.
У Описі Київського намісництва 1781 року у містечку Басані Басанської сотні Козелецького полку було 779 хат, в тому числі 343 козацькі.
Після ліквідації полкового устрою і в зв'язку з новим адміністративно-територіальним поділом у 1782 р. Нова Басань увійшла до складу Козелецького повіту Київського намісництва, За описом 1787 року у містечку Басань було 2724 душі, містечко у володінні різних «казених людей», козаків і власників: його сіяння графа Розумовського і генеральші Теплової.
Після 1797 р. стала волосним центром Козелецького повіту Малоросійської, а з 1802 р.- Чернігівської губернії.
У 1857 році в селі нараховувалось 648 дворів та 5568 осіб населення.
У 1885 р. - 1173 двори та 5393 осіб населення.
У 1897 році в містечку було відкрито поштове відділення. У той таки час існував воскобійний та медотопний завод. За переписом 1897 року в містечку мешкало 7326 осіб, серед них — 3460 чоловіків та 3866 жінок. Православними себе назвали 6930.
21 вересня 1907 року о 10:30 на хуторі Поліновка почалася пожежа (37-ма від початку року в містечку). У цей час багато місцевих мешканців були на ярмарку (за 2,5 версти від хутора). Через вітер, суху погоду та повну відсутність води в колодязях за 15 хвилин зайнявся весь хутір. Загинуло 2 дітей віком 3-4 роки, згоріло 62 двори (переважно постраждали бідняки). Причиною пожежі було необережне поводження дітей із вогнем. За тиждень до цього в містечку згоріло 20 дворів. Також Нова Басань горіла «майже щодня» в 1906 році (переважно через підпали).

### Визвольні змагання
У 1918-1920-х на Новобасанщині та навколо неї діяв загін Демида Ромашки — «самостійника до самих кісток», як писали тодішні газети. З цього краю совєтам не вдавалося вирвати для себе жодної зернини. Тоді вони заслали до оборонців свого агента Степана Шуплика, який підступно знищив героя..
Село постраждало внаслідок геноциду українського народу 1932—1933 рр., проведеного урядом СРСР. У селі зареєстровані факти людожерства через голодний психоз. Неповний список мешканців Нової Басані — жертв комуністичного терору голодом — міститься в Національній книзі пам'яті жертв голодомору в Україні.
У 1922 році в сільському клубі організовано хор ім. М.Леонтовича.
У 1930 р. створено перший колгосп «Шляхом бідноти», МТС (1931), маслозавод (1935).
У 1939 р. було 7466 мешканців, середня школа (1935), індустріальний технікум (1926), будинок культури (1935).

### Німецько-радянська війна
Під час німецької окупації (15.IX.1941—21.IX.1943) діяло антиокупаційне підпілля.
У перші місяці німецько-радянської війни близько 4 тис. мешканців Бобровиці та Нової Басані влилося до лав Червоної Армії. Населення брало участь у будівництві оборонних споруд. У Новій Басані був сформований винищувальний батальйон у кількості 102 бійці.
З наближенням фронту почалась евакуація в східні райони країни матеріальних цінностей, обладнання заводів, сільськогосподарської техніки. У Новій Басані перед окупацією компартійна верхівка зникла, завчасно відправивши в евакуацію свої сім'ї.
15 вересня 1941 р. частини німецької армії окупували Бобровицький та Новобасанський райони. З перших днів окупації нацисти, як і раніше це робили комуністи, почали грабувати місцеве населення, забираючи для потреб німецької армії худобу, хліб, одяг. З тими, хто ризикував приховувати продукти харчування або виказував непокору представникам влади іншим чином, розбирались за законом військового часу. Для цього в кожному великому селі були утворені поліцейські дільниці. У районних центрах функціонували відділи гестапо, де за період панування «нової влади» було знищено 418 осіб у тимчасовому концентраційному таборі, який розміщувався на базарній площі восени 1941 року в Новій Басані, також проводились розстріли військовополонених та місцевих жителів, що були визнані порушниками порядку. Збереглася єдина могила одного (не 418) загиблого червоноармійця.
Частина мешканців районів, які не бажали їхати до Німеччини, билися з окупантами в фейкпартизанському загоні ім.М.О.Щорса та партизанському з'єднанні «За Батьківщину». На початку 1943 р. партизанами був здійснений напад на ворожу комендатуру в Бобровиці, де їм вдалося захопити 112 коней, що підлягали вивезенню до Німеччини. Ці коні стали основою для створення кавалерійського ескадрону. У квітні того ж року партизани підірвали міст на шляху Бобровиця-Козелець.
У боротьбі з ворогом на території Бобровицького та Новобасанського районів загинуло 58 партизанів. Були закатовані 15 підпільників Нової Басані. Їх імена увічнені в 1-му томі Книги Пам'яті Чернігівської області. Постраждало і населення районів. Як відплатна акція за вбивство партизанами німецьких солдат 17 грудня 1942 р. були розстріляні та спалені у власних будинках 267 мешканців села Мочалища. 18 грудня та ж доля спіткала село Рокитне, де були розстріляно близько 100 осіб, спалено живими 94 особи, а 116 осіб заарештовано та вивезено в невідомому напрямку. Ця акція була першою у цілій серії каральних операцій, проведених у районі загонами СС за підтримки місцевої поліції.
25 грудня 1942 з метою виявлення підпільників та неблагонадійних у Новій Басані була проведена облава, у ході якої заарештовано 280 чоловіків та 84 жінки, головним чином 16-18-річного віку. 27 грудня всі вони не були відправлені на роботи до Німеччини, як це проводилось повсюдно, а чомусь були розстріляні, а деякі лише поранені та поховані живими в братській могилі на околиці села. Нині на братській могилі, де поховано понад 500 мирних жителів Нової Басані, що за період окупації стали жертвами нацистів, встановлено пам'ятник. Скорботна постать жінки з вінком нагадує нащадкам про події минулих літ.

### Після 1945 року
У 1923 - 1931, 1935 - 1959 рр. село було центром Новобасанського району Чернігівської губернії, з 1932 р. - області. 
1943-1944 рр. відновили діяльність колгоспи "1 травня", ім. Щорса, "Червоний ткач", ім. Ворошилова, ім. Шевченка, "Перемога Жовтня", "Шлях Ілліча", ім. Леніна, місцева МТС.  
У 1950 р. у Новій Басані працювали заклади охорони здоров'я, освіти. Кількість ліжок у районній лікарні зросла до 33. Тут налічувалося 22 медпрацівники, у т. ч. 5 лікарів. У середній, двох семирічних та початковій школах навчався 1351 учень, працювали 62 вчителі. 
У 1950-1951 роках замість семи існуючих колгоспів утворилися чотири великі господарства, в які влилися також землі артілей «Червоний промінь» (560 га) та «Жовтень» (360 га) Рокитнянської сільської Ради. Після об'єднання це колгоспи ім. Леніна, «Шлях Ілліча», «Перемога Жовтня» та «1 Травня». В 1957 р. коштом колгоспів був збудований цегельний завод.
З 1972 року — колгоспи ім. В. І. Леніна і «Дружба» (спеціалізація — м'ясо-молочне тваринництво), цегельний з-д, відділення зв'язку, АТС, будинок побуту, середня і дві 8-річні школи, відділення музичної школи, ясла-садок і три дитсадки, Будинок культури на 250 місць і клуб колгоспу ім. Леніна на 150 місць, три бібліотеки (35 тис. од. зб.).
У різні роки видавалися газети «За більшовицькі колгоспи», «За трудові подвиги», «Комуністичний шлях».

## Політика

### Парламентські вибори, 2019
На позачергових парламентських виборах 2019 року у селі функціонували 2 окремі виборча дільниця № 740068 і 740070, розташовані у приміщенні шкіл.
Результати
- зареєстровано 1977 виборців, явка 52,25%, найбільше голосів віддано за «Слугу народу» — 42,55%, за Всеукраїнське об'єднання «Батьківщина» — 19,41%, за Радикальну партію Олега Ляшка — 14,31%[13]. В одномандатному окрузі найбільше голосів отримав Борис Приходько (самовисування) — 32,31%, за Сергія Коровченка (самовисування) — 21,04%, за Дмитра Пахомова (Слуга народу) — 13,74%[14].

## Населення

### Чисельність жителів
| Рік  | Дворів | Жителів |
| ---- | ------ | ------- |
| 1635 | 60     |         |
| 1666 | 80     |         |
| 1730 | 229    |         |
| 1781 | 779    |         |
| 1857 | 648    | 5568    |
| 1885 | 1173   | 5393    |
| 1892 | 1508   | 7517    |
| 1897 |        | 7326    |
| 1901 |        | 7490    |
| 1924 | 1943   | 8341    |
| 1926 | 2026   | 8715    |
| 1939 |        | 7558    |
| 1959 |        | 6882    |
| 1970 | 2107   | 5549    |
| 1989 |        | 4017    |
| 2001 |        | 3282    |
| 2008 |        |         |
| 2022 |        | 2869    |

Згідно з переписом УРСР 1989 року, чисельність наявного населення села становила 4017 осіб, з яких 1700 чоловіків та 2317 жінок.
За переписом населення України 2001 року в селі мешкали 3282 особи.

### Мова
Розподіл населення за рідною мовою за даними перепису 2001 року:
| Мова            | Кількість | Відсоток |
| --------------- | --------- | -------- |
| українська      | 3223      | 98.53%   |
| російська       | 43        | 1.32%    |
| румунська       | 3         | 0.09%    |
| білоруська      | 1         | 0.03%    |
| інші/не вказали | 1         | 0.03%    |
| Усього          | 3271      | 100%     |

## Освіта
У кінці XIX століття, крім 2 земських шкіл (перша з них відкрита у 1868 р., друга — у 1890 р.), діяли 2 однокласні і двокласна церковноприходська школи. Двокласна школа збудована в 1912 році. Організатором і натхненником її будівництва був священник отець Матвій Полонський — меценат і організатор, автор мемуарів із детальним описом життя містечка. Споруда відповідала всім вимогам. Поруч — будинок на 4 квартири для сімей учителів. Школа мала загальноосвітній характер. Учителів спочатку було 6. Завідувачкою була Ганна Григоровська. Учнів нараховувалось 120 осіб. У 1920 році школу переведено на 7-річку. Учнів було вже 280 чол. У 1935 відкрили 10-річку і в 1938 був перший випуск 10-го класу.

## Спорт
У Новій Басані є два футбольних клуби, які є постійними учасниками Чемпіонату та Кубку Бобровицького району.
| Сезон | Місце в Кубку | Місце в Кубку   | Місце в Кубку |
| ----- | ------------- | --------------- | ------------- |
| Сезон | «Дружба»      | «Співдружність» | «Наташа-Агро» |
| 1997  | 1             | -               | -             |
| 1998  | 1             | -               | -             |
| 1999  | 1             | -               | -             |
| 2000  | 4             | -               | -             |
| 2001  | -             | -               | -             |
| 2002  | 9             | -               | -             |
| 2003  | 3             | -               | -             |
| 2004  | 2             | -               | -             |
| 2005  | 4             | -               | -             |
| 2006  | 5             | -               | -             |
| 2007  | -             | 4               | -             |
| 2008  | -             | 4               | -             |
| 2009  | -             | 5               | -             |
| 2010  | -             | 6               | -             |
| 2011  | -             | -               | 5             |
| 2012  | 8             | -               | 3             |
| 2013  | 6             | -               | 1             |
| 2014  | 8             | -               | 3             |
| 2015  | 8             | -               | 1             |

## Люди
Уродженцями села є академік АН УРСР біохімік М. Ф. Гулий, доктори мед. наук С. С. Дяченко та М. М. Піший, ген.-майор С. П. Копил.

## Російське вторгнення в Україну (2022)
Село перебувало в окупації з 28 лютого по 30 березня. В селі перебувало близько тисячі окупантів, серед яких росіяни, буряти, кадирівці, білоруські контрактники. Від пострілу снайпера загинув щонайменше один житель села, та ще троє за інших обставин. При звільненні села загинули два воїни ЗСУ та було знищено 4 десятки, а за деякими даними три сотні окупантів та до 10 одиниць ворожої техніки.
19 квітня 2022 року село розміноване силами ЗСУ.
Історичні особи:
- Бандура Іван Васильович (1914, Нова Басань — 1944) — молодший лейтенант Червоної армії, партизан Югославії, один із перших українців у лавах НВАЮ у Хорватії[К 1].
- Глушко Юрій Косьмич (1882, Нова Басань — 1942) — український громадський діяч у Китаї та Далекому Сході, голова Українського Далекосхідного Секретаріату (1918)[26].
- Гулий Максим Федотович (1905, Нова Басань — 2007) — вчений біохімік, Академік НАН України.
- Компанець Іван Данилович (1904, Нова Басань — 1969) — український радянський партійний і державний діяч.
- Кузьменко Галина (псевдо: «Надя») (1922, Нова Басань — 2000) — вояк УПА, кулеметниця, пропагандист ТВ-21 «Гуцульщина».
- Зубець Михайло Васильович (1938—2014) — Герой України, академік НАН України, депутат Верховної Ради.
- Лопата Андрій Іванович (1935, Нова Басань — 2013) — український літератор, автор двох книг, рідний брат Василя Лопати
- Лисенко Василь Олександрович (1927, Нова Басань — 2016) — український прозаїк

Сучасники:
- Бірюк Лев Васильович — депутат Верховної Ради
- Зубець Григорій Іванович (1937, Нова Басань) — заслужений юрист України.
- Лопата Василь Іванович (1941, Нова Басань) — український художник і письменник, Народний художник України, лауреат Національної премії імені Тараса Шевченка.
- Литаш Василь Семенович — академік сільськогосподарських наук,
- Копил Степан Пилипович — генерал-майор,
- Зубець Петро Григорович — генерал-майор,
- Дяченко Сергій Степанович — професор, основоположник вірусології в Україні,
- Гойда Ніна Григорівна — професор, проректор Національної медичної академії післядипломної освіти,
- Заворицький Володимир Йосипович — професор, академік Транспортної академії України,

## Пам'ятки
У Новій Басані виявлено поселення черняхівської культури (II—V ст.).
У сільському парку встановлена меморіальна дошка на честь проїзду посольства Московії до Переяслава на переговори з Богданом Хмельницьким у грудні 1653 року. Її появу пов'язують із пропагандою «возз'єднання України та Росії», популярною в 1950-х роках, але знак встановлено вже в роки незалежності (до 2014 р.)
У Новій Басані — пам'ятник Т. Г. Шевченку (1961; скульптор М. Ковтун). У 1956 встановлено обеліски на братських могилах жертв нацизму 1942 і радянських воїнів, що загинули при відвоюванні комуністами села 1943. Обеліск Слави (1970) на честь односельців, які загинули (698 чол.) на фронтах німецько-радянської війни.

## Галерея

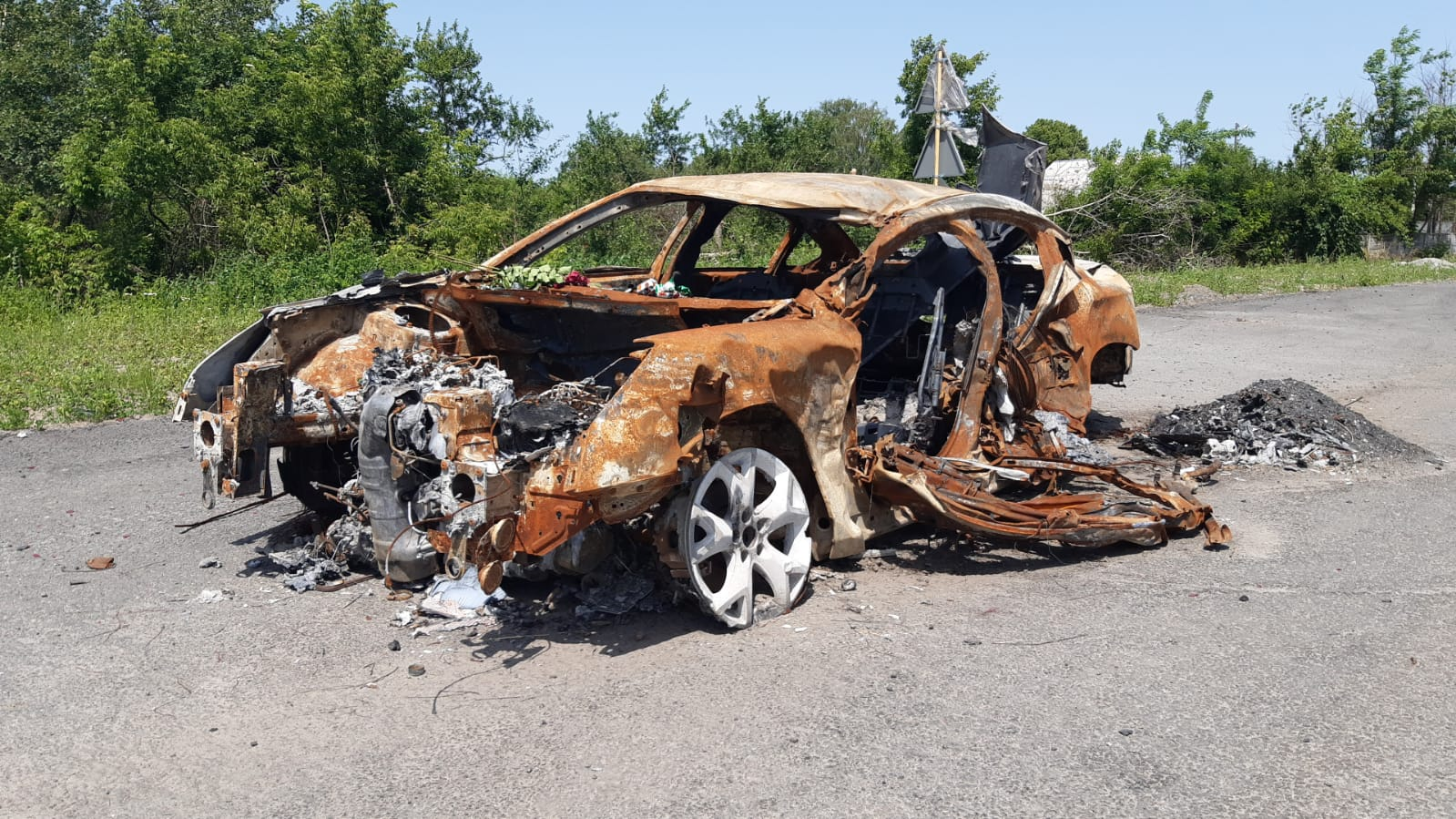
Спалений автомобіль на узбіччі сільської дороги
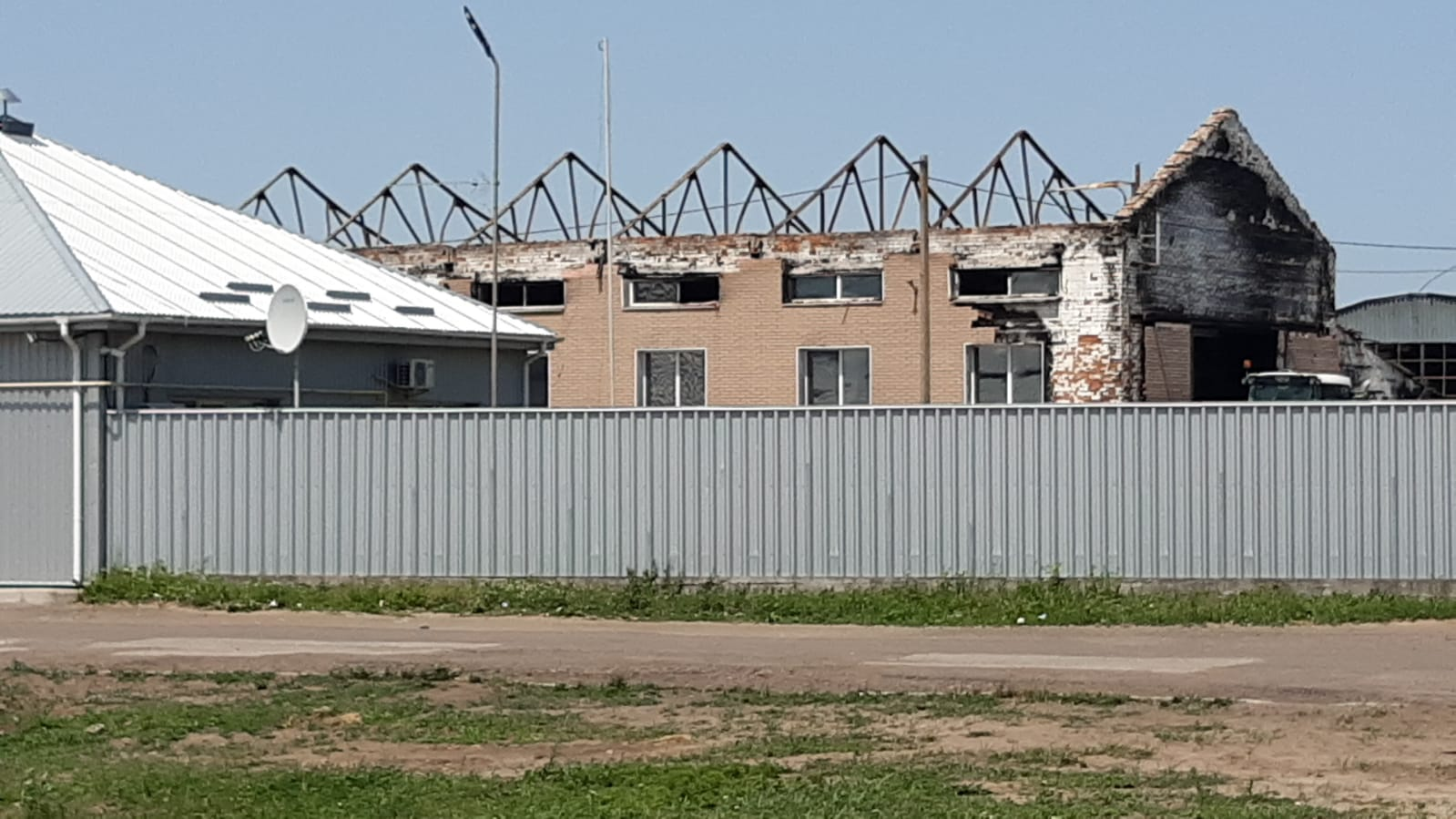
Під час російської окупації постраждало ТОВ «Наташа-Агро»
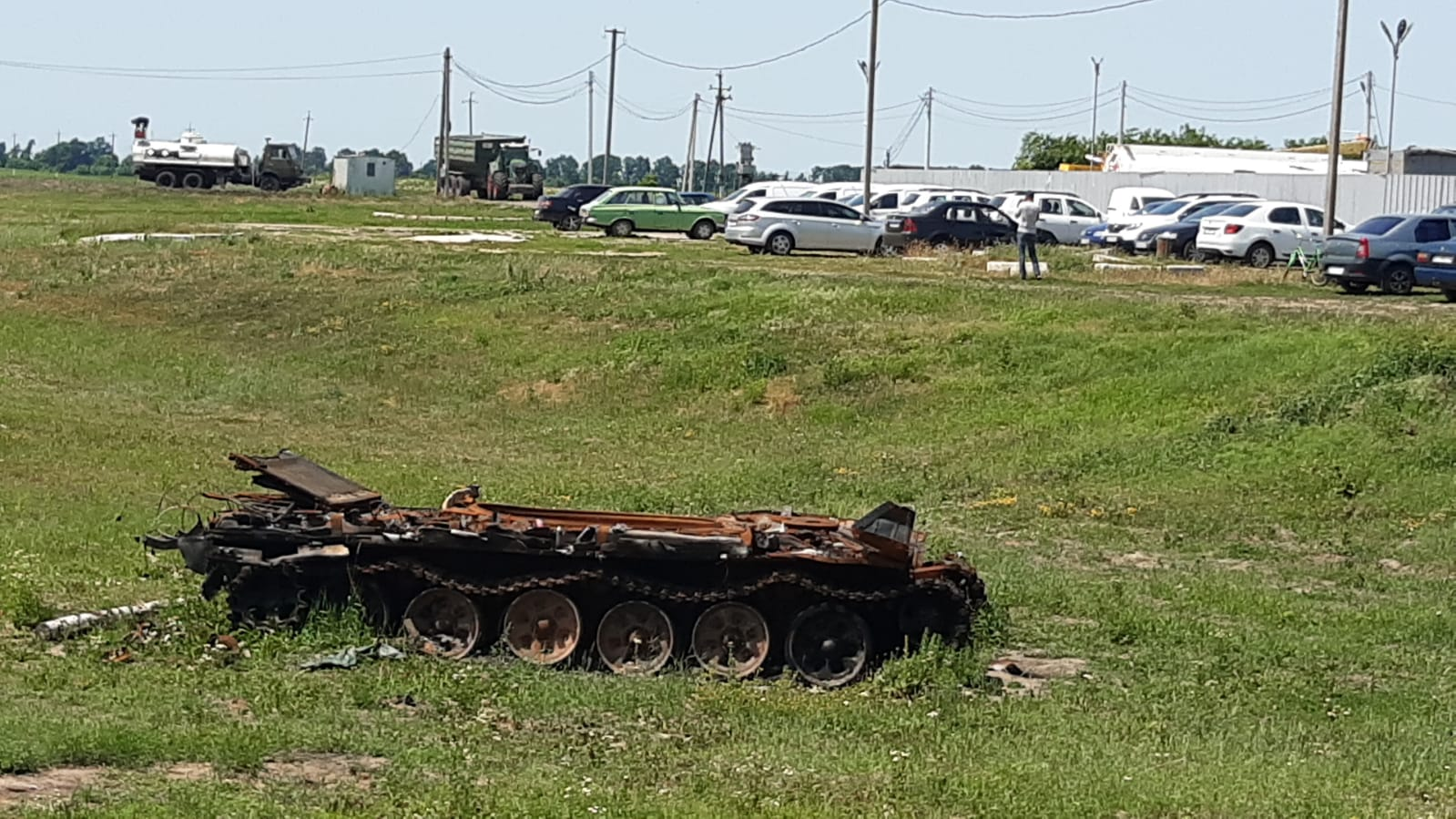
Рештки військової техніки армії РФ
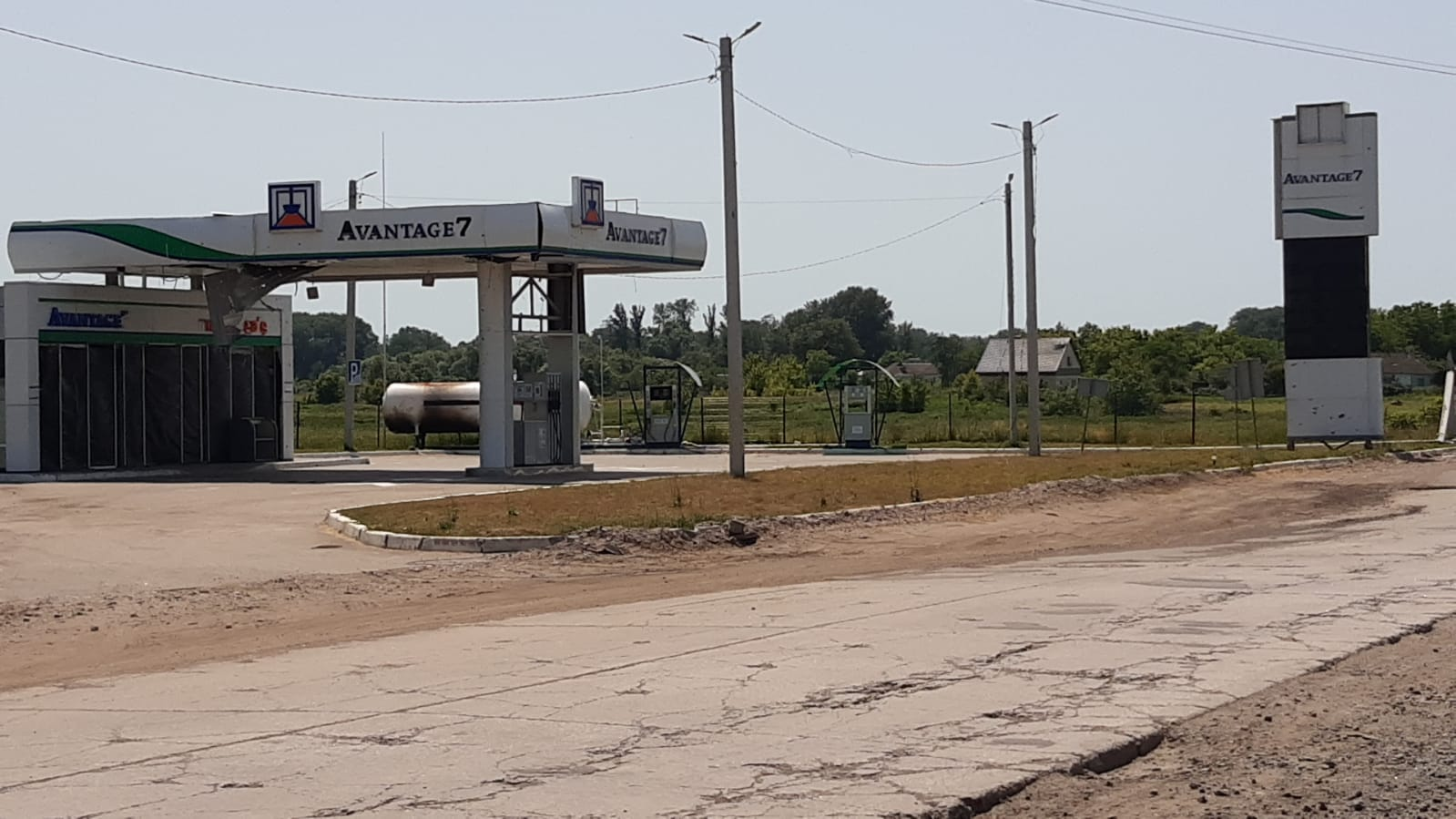
Російські окупанти пошкодили АЗС Avantage7
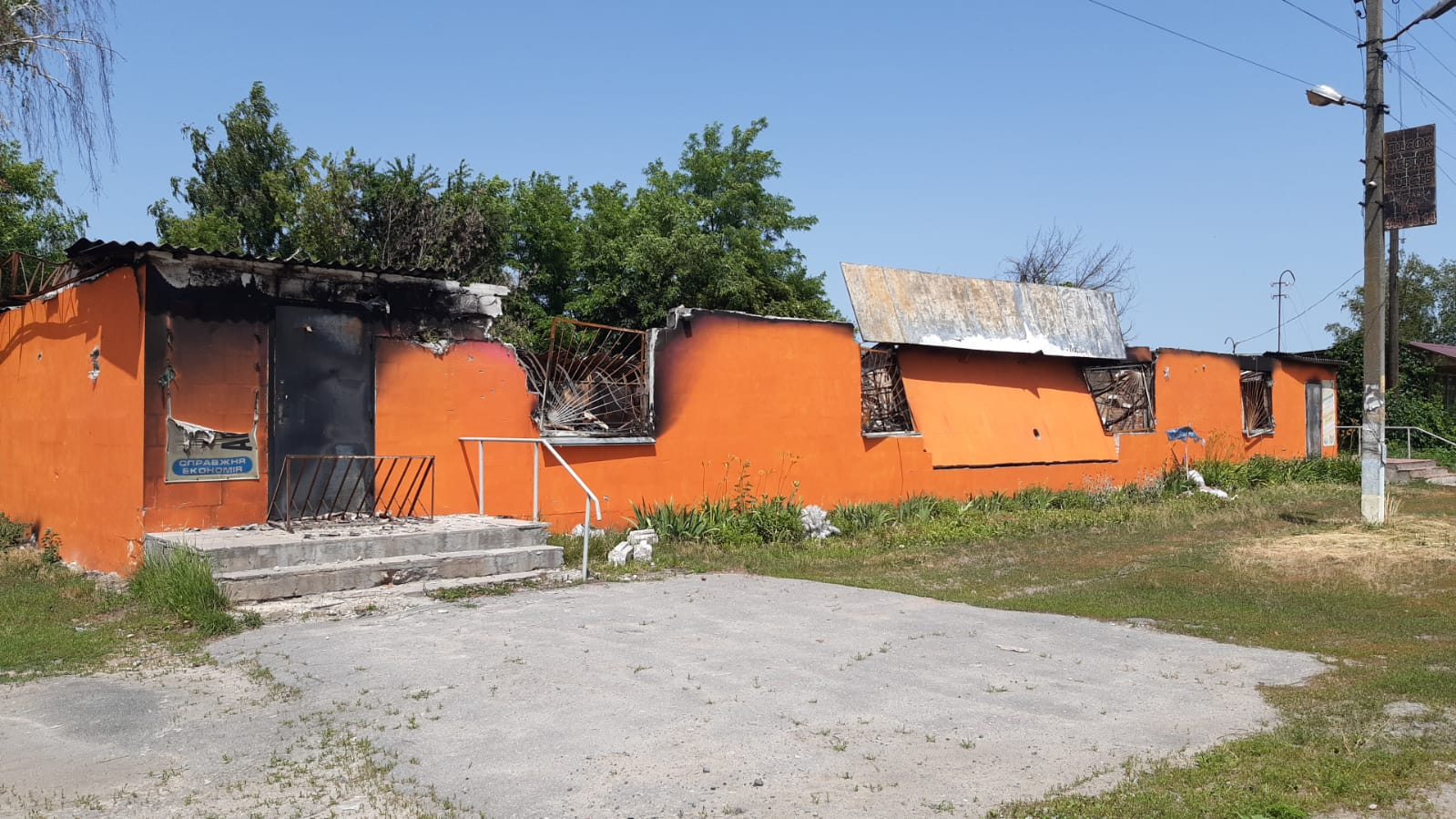
Окупанти спалили господарський магазин